# Mario Limentani
Mario Limentani (Venezia, 18 luglio 1923 – Roma, 28 settembre 2014) è stato un superstite dell'Olocausto italiano.
Di origine ebraica, è autore di memorie sulla sua esperienza di sopravvissuto al campo di concentramento di Mauthausen e testimone della Shoah italiana.

## Biografia
Mario Limentani nasce a Venezia il 18 luglio 1923 da una famiglia ebraica. Nel 1937 i Limentani si trasferiscono a Roma. Con l'emanazione delle leggi razziali fasciste nel 1938, Mario Limentani deve lasciare la scuola e affrontare l'inizio di anni difficili di discriminazione razziale. Il 16 ottobre 1943 scampa miracolosamente alla cattura durante il rastrellamento del ghetto di Roma, nascondendosi in una cantina con altri familiari, mentre i soldati tedeschi fanno irruzione nell'abitazione. Viene però catturato il 27 dicembre 1943 da militi della Polizia dell'Africa Italiana nei pressi della stazione Termini perché trovato senza documenti. È incarcerato a Roma, nella camera di sicurezza della Questura, in via Montebello, poi nel Carcere di Regina Coeli. Inserito tra i "politici", viene condotto alla Stazione Tiburtina e deportato il 5 gennaio 1944 in Germania. Dopo una breve sosta a Dachau, arriva l'11 gennaio al campo di concentramento di Mauthausen. Immatricolato con il n. 42.230, deve affrontare le terribili condizione di lavoro forzato:
Dopo quattro mesi a Mauthausen è trasferito al campo di Melk (sottocampi di Mauthausen) e, da lì, tradotto a piedi, in marcia forzata a Ebensee (altro sottocampo di Mauthausen). Solo la metà dei detenuti sopravvive alla marcia della morte. Limentani riprende a lavorare ma è così stremato da essere condotto alla baracca della morte. Lì, ormai privo di coscienza, sarà ritrovato dai soldati americani alla liberazione del campo, avvenuta il 6 maggio 1945.
Dopo un periodo di due mesi di cura e convalescenza in ospedale, Limentani rientra a Roma il 27 luglio 1945. È uno dei soli 3 sopravvissuti delle 480 persone del suo trasporto.
La ripresa della vita non è facile: Limentani lavora come venditore ambulante, si sposa nel 1949, quindi nascono i figli e, a poco a poco, la vita riprende il suo corso.
Di temperamento schivo e riservato, per 50 anni Limentani non racconta la sua esperienza ma poi da anziano accetta volentieri di andare nelle scuole a parlare alle scolaresche e ad accompagnare gruppi di giovani in gite di istruzione a Mauthausen:
Nel 2009 la testimonianza di Mario Limentani è inclusa nel progetto di raccolta dei "racconti di chi è sopravvissuto", una ricerca condotta da Marcello Pezzetti, tra il 1995 e il 2008, per conto del Centro di Documentazione Ebraica Contemporanea, che ha portato alla raccolta delle testimonianze di quasi tutti i sopravvissuti italiani dai campi di concentramento ancora viventi in quegli anni.
Il 10 gennaio 2014 viene presentato a Roma, al Museo Ebraico in via Catalana, il libro di Grazia Di Veroli, dal tritolo La scala della morte. Mario Limentani da Venezia a Roma, via Mauthausen, che ripercorre la sua esperienza di deportato.
I funerali di Mario Limentani si sono svolti il 29 settembre 2014 con larga partecipazione popolare e il cordoglio delle massime autorità dello Stato italiano e della città di Roma, tra cui il Presidente della Repubblica italiana Giorgio Napolitano, il sindaco di Roma Ignazio Marino, e il presidente del Lazio Nicola Zingaretti.